# Чао, блазень
«Чао, блазень» (також — «Чао, паяц», фр. Tchao Pantin) — французький фільм-драма 1983 року поставлений режисером Клодом Беррі за однойменним романом Алена Пажа. Володар п'яти нагород і семи номінацій кінопремії «Сезар» 1984 року .

## Сюжет
Колишній поліцейський Ламбер (Колюш) працює в нічну зміну на заправній станції, що знаходиться в неспокійному кварталі Ла Шапель у 18-му окрузі Парижу. Після трагічної смерті сина від передозування наркотиків він веде життя відлюдника, скрашуючи самотність пляшкою рому. Доля звела його з молодим арабом на ім'я Бенсуссан (Рішар Анконіна), що проживає по сусідству, — дрібним торговцем наркотиками, а також викрадачем мопедів і мотоциклів. Спочатку Юсеф здався Ламберу нахабним молодчиком Магрибу, але добродушність Бенсуссана і самотність обох здружило цих двох несхожих людей. Незабаром Бенсуссан починає проводити вечори на заправці Ламбера. Одного разу він зустрічає дівчину зі спільноти паризьких панків Лолу (Аньєс Сораль) та намагається зав'язати з нею стосунки. Щоб справити на неї враження, він катає її на мотоциклі свого боса Рашида, який окрім постачання Юсефові наркотиків тримає і ресторан Магрибу у кварталі Барбес. Потім Бенсуссан краде чужий мотоцикл, щоб порадувати Лолу тим, що у нього щодня новий транспорт, але усе псує поліція, яка вирішує перевірити, чи є у Юсефа документи на мотоцикл. Бенсуссан б'є поліцейського і утікає. Пізніше його чекає черговий удар. Зі схованки Бенсуссана невідомі крадуть заховані наркотики та гроші, а самого Юсефа жорстоко б'ють. Ледве живого від побоїв, його знаходить Ламбер і ховає у себе. Бенсуссан розповідає, що його побили Махмуд і його банда — спільники Рашида за те, що той почав ухилятися від основного заняття — збуту наркотиків. Ламбер дає Юсефові гроші, щоб той розрахувався з Рашидом. Але все закінчується сумно — з вікна своєї контори на заправці Ламбер бачить, як невідомі переслідують Бенсуссана. Він обливає нападників бензином і вбиває одного з них, але нічим не може допомогти Бенсуссану — Юсефові розбили голову і він помирає на руках Ламбера від отриманих ран. Ламбер вирішує мститися.
Насамперед він починає пошук Лоли, оскільки вона єдина людина, здатна вивести його на банду Рашида. Ламбер знаходить її у панк-клубі, але стикається з небажанням Лоли допомогти йому, оскільки вона вважає Ламбера слідчим. Ламбер заявляє, що він не з поліції і його мета знайти вбивць Бенсуссана. Ця новина шокує Лолу і вона погоджується допомогти Ламберу у пошуках. З її допомогою Ламбер знаходить в паризьких нетрях виконавця вбивства Махмуда, якого розстрілює у власному будинку. Через кілька днів до Ламбера додому приходить меланхолійний інспектор Бауер (Філіп Леотар), який повідомляє, що минулої ночі невідомі по-звірячому розправилися з Дюфуром, змінником Ламбера на заправці. При цьому Бауер натякає, що в убитого Дюфура не було ворогів і що бандити явно помилилися, вчинивши замах не на ту жертву. Це лише посилює бажання Ламбера розправитися з бандою магрибців. Тією ж ночі він вдирається до ресторану Рашида перед закриттям і розпитує його про те, навіщо він і його спільники убили Бенсуссана. Щоб змусити Рашида бути балакучішим, Ламбер нівечить руків'ям пістолета той самий мотоцикл, через якого Рашид вирішив позбавитися від Юсефа. Рашид погрожує Ламберу, що його бос Сільвіо без проблем розправиться з ним і намагається втекти на мотоциклі, розбивши вітрину ресторану, але Ламбер вбиває його пострілом услід і спалює труп разом з рестораном. Після цього до нього знову приходить Бауер і повідомляє про вбивство Рашида, підозрюючи у цьому Ламбера. Той не може довести свою непричетність, але Лола забезпечує його алібі. Йдучи геть, Бауер зізнається, що в душі радий тому, що хтось нарешті позбавив 18-й округ від Махмуда з Рашидом і радить Ламберові бути обачнішим. Але Ламбер вирішує завершити власне правосуддя і покінчити з наркодилерами, які окрім вбивства Бенсуссана довели до смерті його власного сина. Наступної ночі він приходить до боса магрибців, ліванця Сільвіо, але замість того, щоб убити його, Ламбер плює йому в обличчя. Після ночі, проведеної з Лолою, Ламбер вирішує пройтися. У цей момент невідомі стріляють в нього. До стікаючого кров'ю Ламбера підбігає Лола, хапає його пістолет і починає стріляти…

## В ролях
| Колюш          | ···· | Ламбер                               |
| Рішар Анконіна | ···· | Бенсуссан                            |
| Аньєс Сораль   | ···· | Лола                                 |
| Махмуд Земмурі | ···· | Рашид                                |
| Філіп Леотар   | ···· | Бауер                                |
| Альбер Дре     | ···· | Сільвіо                              |
| Бен Смаїл      | ···· | Махмуд                               |
| Мішель Пол     | ···· | Момо                                 |
| Мікаель Піше   | ···· | Міккі                                |
| П'єррік Мескам | ···· | перший клієнт станції обслуговування |

## Визнання
| Нагороди та номінації фільму «Чао, блазень» | Нагороди та номінації фільму «Чао, блазень» | Нагороди та номінації фільму «Чао, блазень» | Нагороди та номінації фільму «Чао, блазень» | Нагороди та номінації фільму «Чао, блазень» | Нагороди та номінації фільму «Чао, блазень» |
| Рік                                         | Нагорода                                    | Категорія                                   | Номінант                                    | Результат                                   |                                             |
| ------------------------------------------- | ------------------------------------------- | ------------------------------------------- | ------------------------------------------- | ------------------------------------------- | ------------------------------------------- |
| 1984                                        | Премія «Сезар» (9-та церемонія)             | Найкращий фільм                             | Чао, блазень                                | Номінація                                   |                                             |
| 1984                                        | Премія «Сезар» (9-та церемонія)             | Найкраща режисерська робота                 | Клод Беррі                                  | Номінація                                   |                                             |
| 1984                                        | Премія «Сезар» (9-та церемонія)             | Найкращий актор                             | Колюш                                       | Перемога                                    |                                             |
| 1984                                        | Премія «Сезар» (9-та церемонія)             | Найкращий актор другого плану               | Рішар Анконіна                              | Перемога                                    |                                             |
| 1984                                        | Премія «Сезар» (9-та церемонія)             | Найкраща акторка другого плану              | Аньєс Сораль                                | Номінація                                   |                                             |
| 1984                                        | Премія «Сезар» (9-та церемонія)             | Найперспективніший актор                    | Рішар Анконіна                              | Перемога                                    |                                             |
| 1984                                        | Премія «Сезар» (9-та церемонія)             | Найперспективніша акторка                   | Аньєс Сораль                                | Номінація                                   |                                             |
| 1984                                        | Премія «Сезар» (9-та церемонія)             | Найкращий адаптований сценарій              | Клод Беррі                                  | Номінація                                   |                                             |
| 1984                                        | Премія «Сезар» (9-та церемонія)             | Найкраща операторська робота                | Бруно Нюйттен                               | Перемога                                    |                                             |
| 1984                                        | Премія «Сезар» (9-та церемонія)             | Найкращі декорації                          | Александр Траунер                           | Номінація                                   |                                             |
| 1984                                        | Премія «Сезар» (9-та церемонія)             | Найкращий звук                              | Жан Лабузьє, Жерар Лампс                    | Перемога                                    |                                             |
| 1984                                        | Премія «Сезар» (9-та церемонія)             | Найкраща музика до фільму                   | Шарлелі Кутюр                               | Номінація                                   |                                             |

## Цікаві факти
- На момент зйомки Колюш знаходився у стані важкої депресії, пов'язаної з його розлученням. Також він вважав себе винним у загибелі свого друга Патріка Девера, який у 1982 році застрілився рушницею, подарованою Колюшем через те, що його дружина пішла від нього до Колюша. Кінокритики відмічали, що акторське амплуа Колюша різко змінилося і що образ Ламбера Колюш не стільки зображував, скільки збагатив його своїми стражданнями з реального життя. Сам Колюш настільки ужився в образ свого персонажа Ламбера під час зйомок, що забрав з собою спецівку заправника після їх завершення.
- Фільм чудово передає атмосферу Парижа 1980-х років: обшарпані вулиці, проблеми, пов'язані з поширенням наркотиків етнічними злочинними угрупуваннями і відчай людей, чиїх сімей торкнулася ця біда.